# 米哈拉布
米哈拉布（阿拉伯文：‎，复数：‎）是阿拉伯语音译，意为“凹壁”、“窑殿”，西方译为“壁龛”，是伊斯兰教清真寺礼拜殿的设施之一，设于礼拜殿后墙正中处的小拱门，朝向伊斯兰教圣地麦加的克尔白，以表示穆斯林礼拜的正向——基卜拉。清真寺的伊玛目（领拜人）率寺内众穆斯林礼拜时便面向米哈拉布。
跟神龕不同的是，伊斯蘭教義禁止崇拜偶像，因此米哈拉布並沒有人像圖畫或雕塑，通常會寫滿大讚辭等用以向阿拉致敬的字句。

## 历史

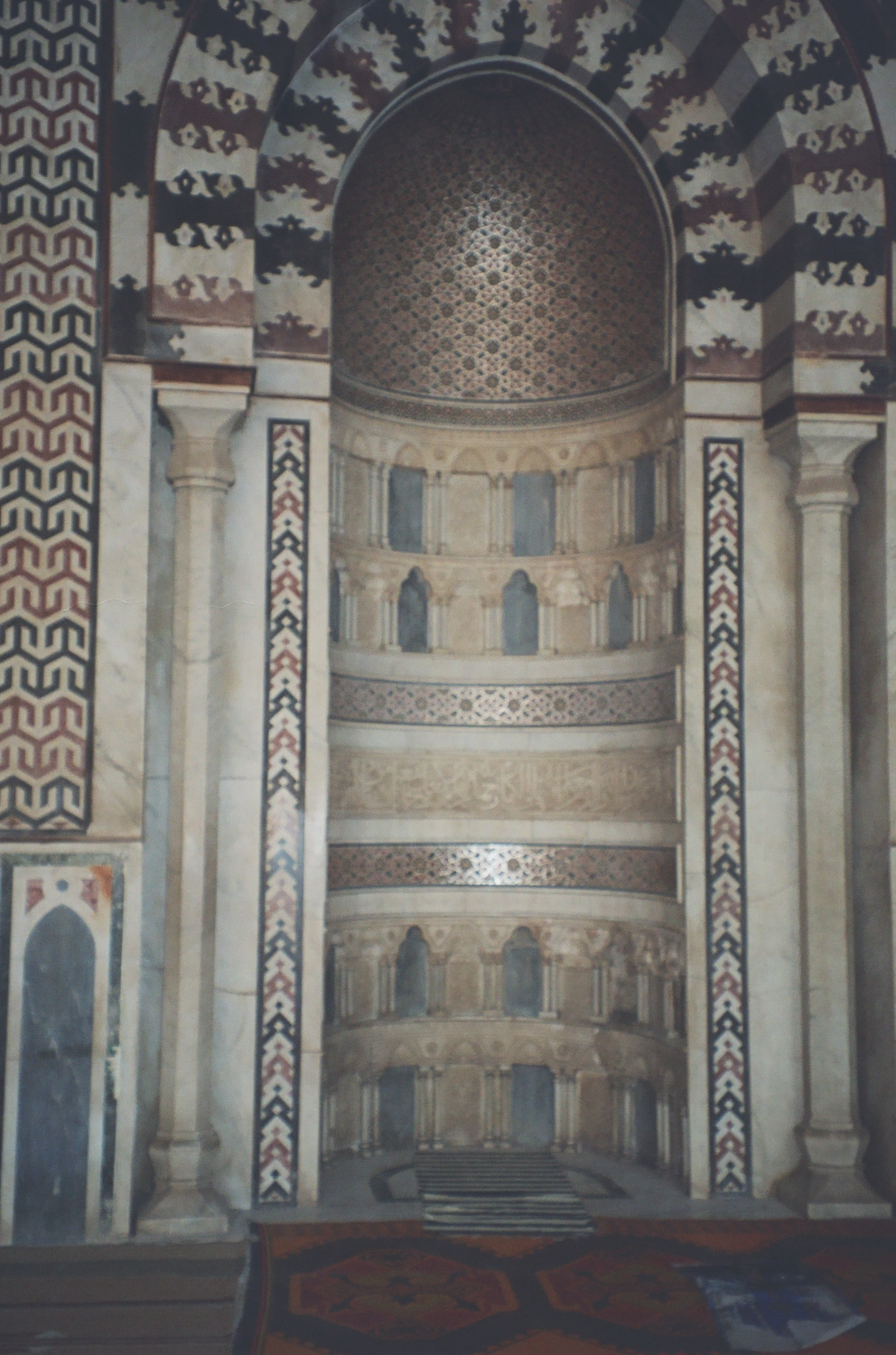
开罗一座清真寺的米哈拉布

“米哈拉布”一词最初并没有宗教含义，只是指建筑内的一间特殊的房间，例如一座宫殿内宝座所在的房间。《造物主的恩赐》一书（第458页）权威地提出“米哈拉布”是“诸王的至尊所在”和“所有地点中最大、最前、最尊者”。《伊斯兰教清真寺》一书（第213页）除了引用阿拉伯文献以外，还引用德国学者特奥多尔·内尔德克和其他学者的观点，认为“米哈拉布”最初指的就是宝座所在的房间。
伊斯兰教复兴者——造物主的最后先知——穆罕默德（穆圣）经常使用“米哈拉布”一词表示他自己的私人礼拜室。穆圣的礼拜室有专门的通道与邻近的清真寺（指麦地那先知寺）相通，穆圣可以通过通道自由来往于自己的礼拜室和清真寺。当时的“米哈拉布”仍然是代表的原意，即建筑内的一间特殊的房间。如今犹太教依然保留着这种原始的“米哈拉布”，即指犹太教徒私人的礼拜室。在《古兰经》中，“米哈拉布”指的是一处圣所或礼拜处。
在伊斯兰教第三位正统哈里发奥斯曼·本·阿凡统治时代（644年－656年在位），哈里发下令在先知寺的墙上作一记号以便礼拜的穆斯林能够很容易地辨认出礼拜的正确朝向（即朝向麦加克尔白）。所以在伊斯兰教早期，清真寺内未建米哈拉布，仅以某种记号作为礼拜的朝向，清真寺的墙依然是平坦的。到了倭马亚王朝哈里发瓦利德·本·阿卜杜勒-马利克统治时代（705年－715年在位），哈里发于708年在首都大马士革的倭马亚大清真寺内首建米哈拉布，并命麦地那总督欧麦尔·本·阿卜杜勒-阿齐兹在先知寺内原哈里发奥斯曼下令标记的地方也建米哈拉布，均朝向麦加克尔白方向。
最终，米哈拉布成为清真寺的特色设施，标记不再需要了。在西方则普遍将其称为“壁龛”。

## 结构与现状

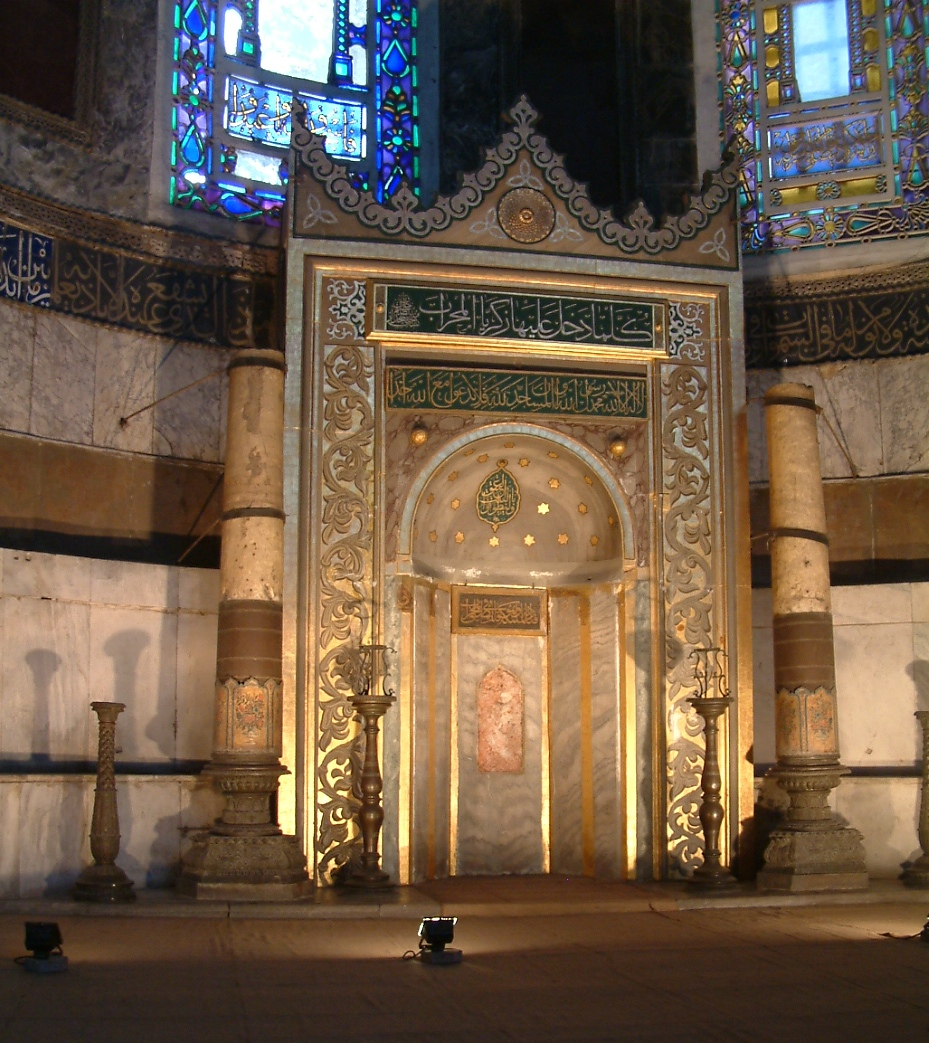
土耳其伊斯坦布尔圣索菲亚清真寺的米哈拉布

米哈拉布通常是砖石结构，也有的是木制结构。早期的米哈拉布周围并无任何装饰，后在小拱门周围、内壁及窑殿内顶部均雕绘了精美的《古兰经》经文和花卉几何图案，显得庄严肃穆。一般的小型清真寺的米哈拉布只建有一个小拱门式凹壁，大型清真寺的米哈拉布则建有3到7个凹壁。
如今的米哈拉布变化多样，大都装饰华丽。
也有米哈拉布并不朝向麦加的例外，比如西班牙科尔多瓦的大清真寺就是朝向正南而不是东南（麦加在科尔多瓦东南方向），因为该寺是在罗马神庙和西哥特式教堂遗址上改建而成的，结构受到了局限。
大部分伊斯蘭國家的國際機場，均有米哈拉布的設置，供穆斯林於航班起降前後掌握朝拜時刻；而其他國家也為了服務穆斯林而特別在機場、車站等公共場所設立米哈拉布，如印尼外勞入境台灣必經之地桃園機場和高雄小港機場，及假日常前往的臺北車站等處。
除了清真寺與公共場所外，部分伊斯蘭國家的民航機會設置小型祈禱室（如馬來西亞航空、伊朗航空與沙烏地阿拉伯航空），其中有電視螢幕顯示飛機機身與麥加方位的指向，供機上的穆斯林把握每日定期朝拜的時間。

## 经典中的米哈拉布
伊斯兰最高经典《古兰经》（第19章“麦尔彦”第11节）提到了米哈拉布：“他（指撒迦利亚）从圣所（即米哈拉布）里走出来见他的族人，就暗示他们：‘你们应当朝夕赞颂真主。’”。